# Castell de Turku
El castell de Turku (en finès: Turun linna, en suec: Åbo slott) és un castell monumental de Finlàndia situat a la ciutat de Turku. Juntament amb la catedral de Turku, aquest castell és un dels edificis més antics de Finlàndia que encara s'utilitzen. Es troba a la riba del riu Aura.

## Història
Es va començar a construir cap a l'any 1280. Els conqueridors suecs de Finlàndia originàriament el van construir com una fortalesa militar. Es va ampliar molt durant el segle xvi amb Gustav Vasa. Només una vegada va actuar el castell en missió de defensa del regne i va ser durant la invasió russa des de Nóvgorod que va destruir Turku l'any 1318.
Dues vegades es va incendiar: una d'aquestes en un setge l'any 1614, l'altra en la Guerra de Continuació, l'any 1941, a causa d'una bomba incendiària. El castell va quedar restaurat completament el 12 d'octubre de 1993 i actualment té la funció de museu històric.

## Galeria fotogràfica

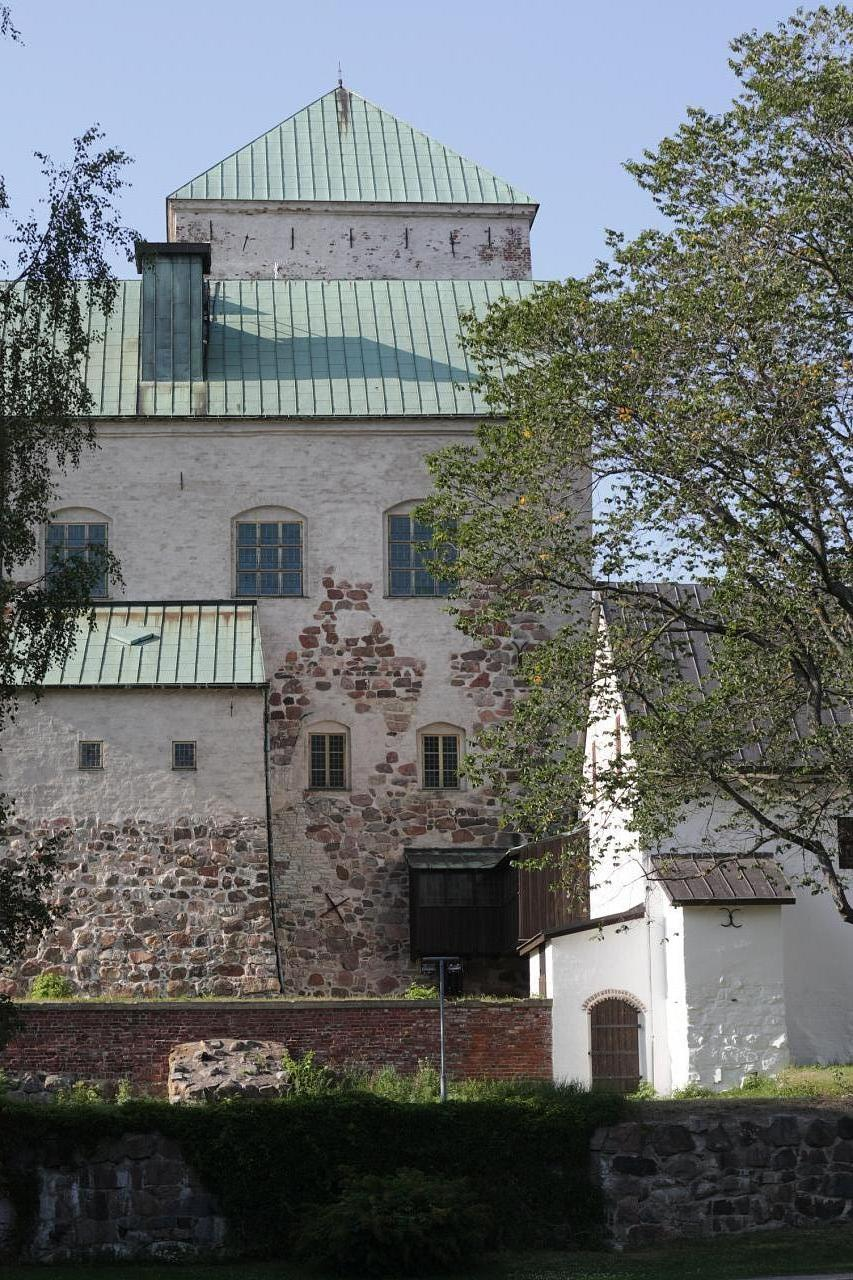
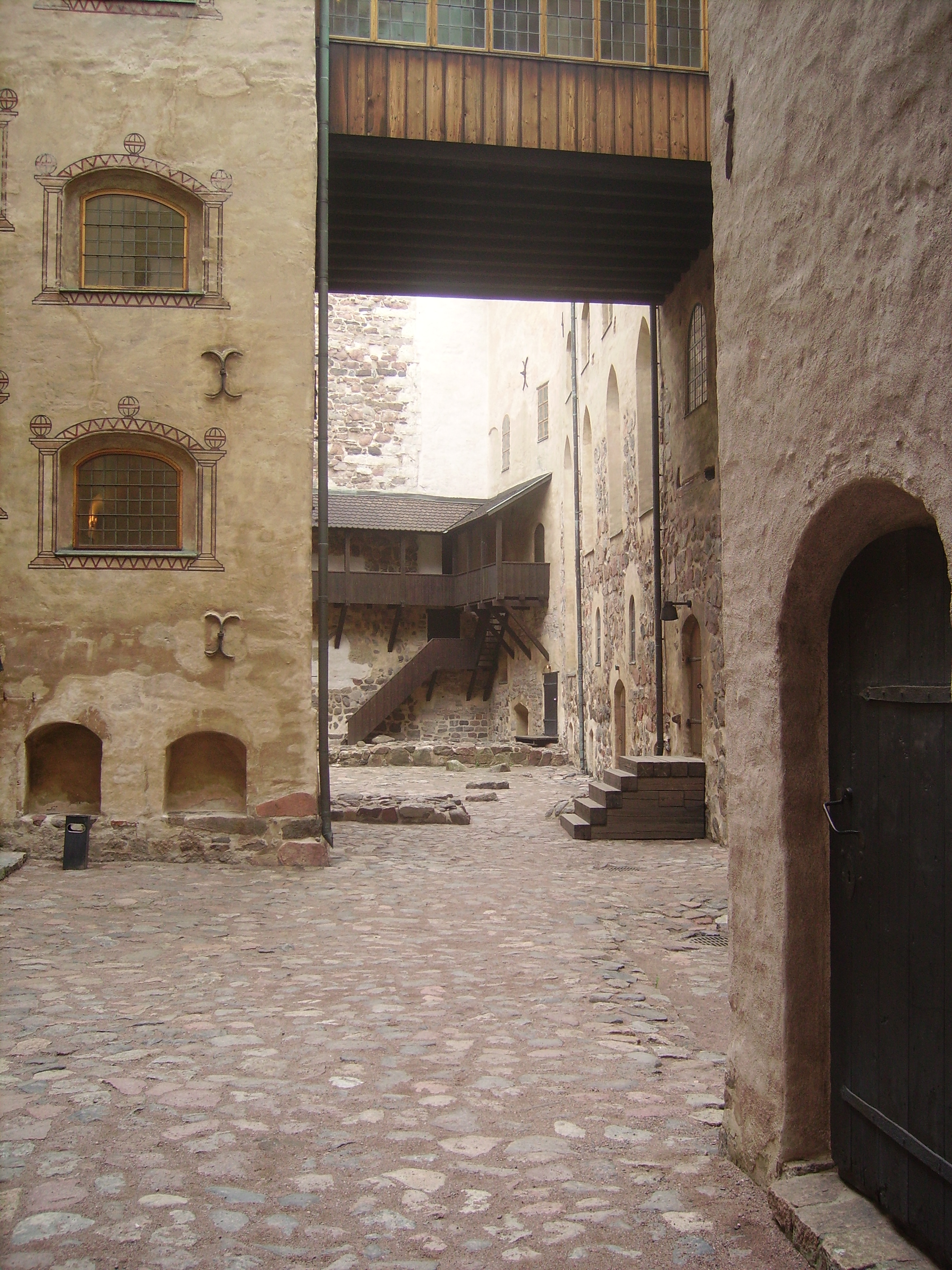
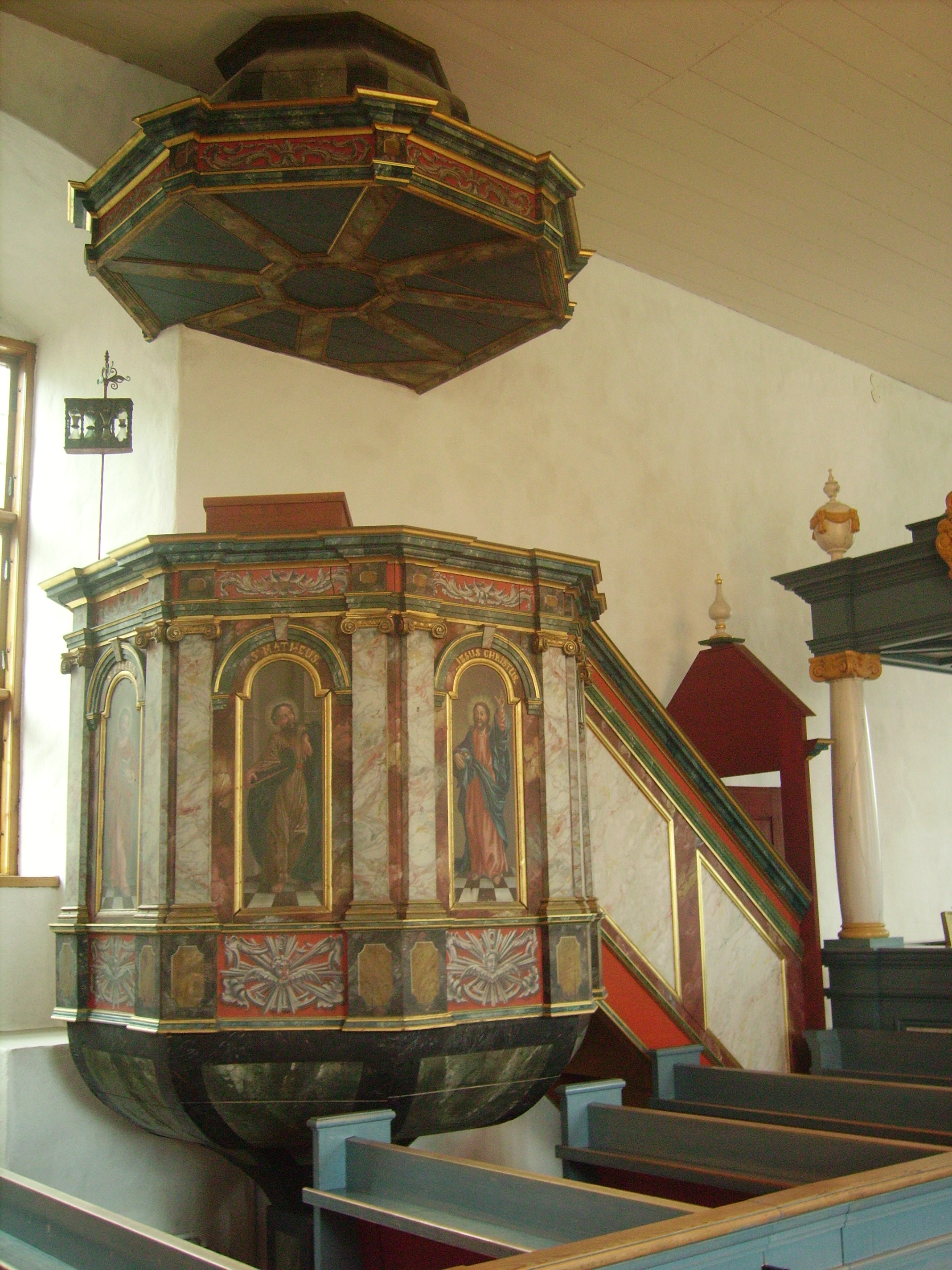
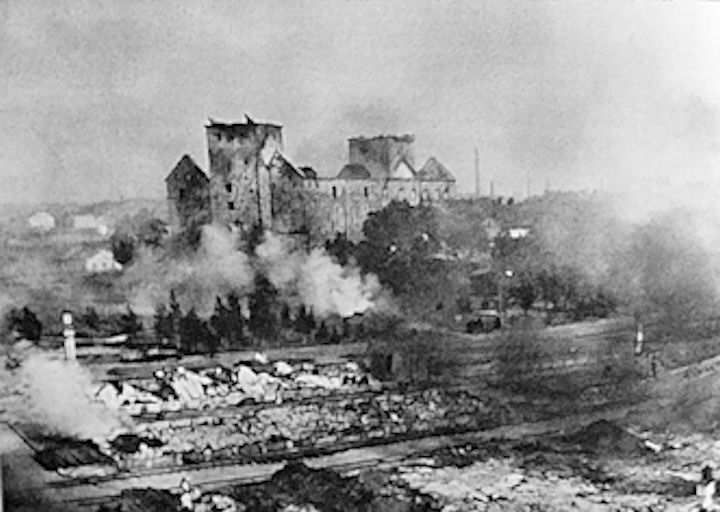
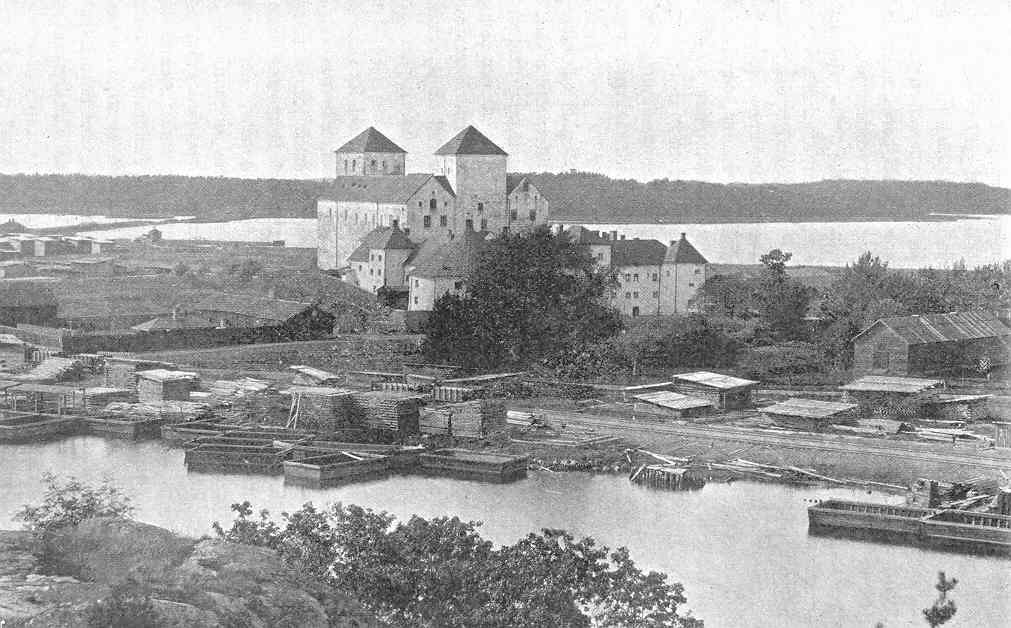
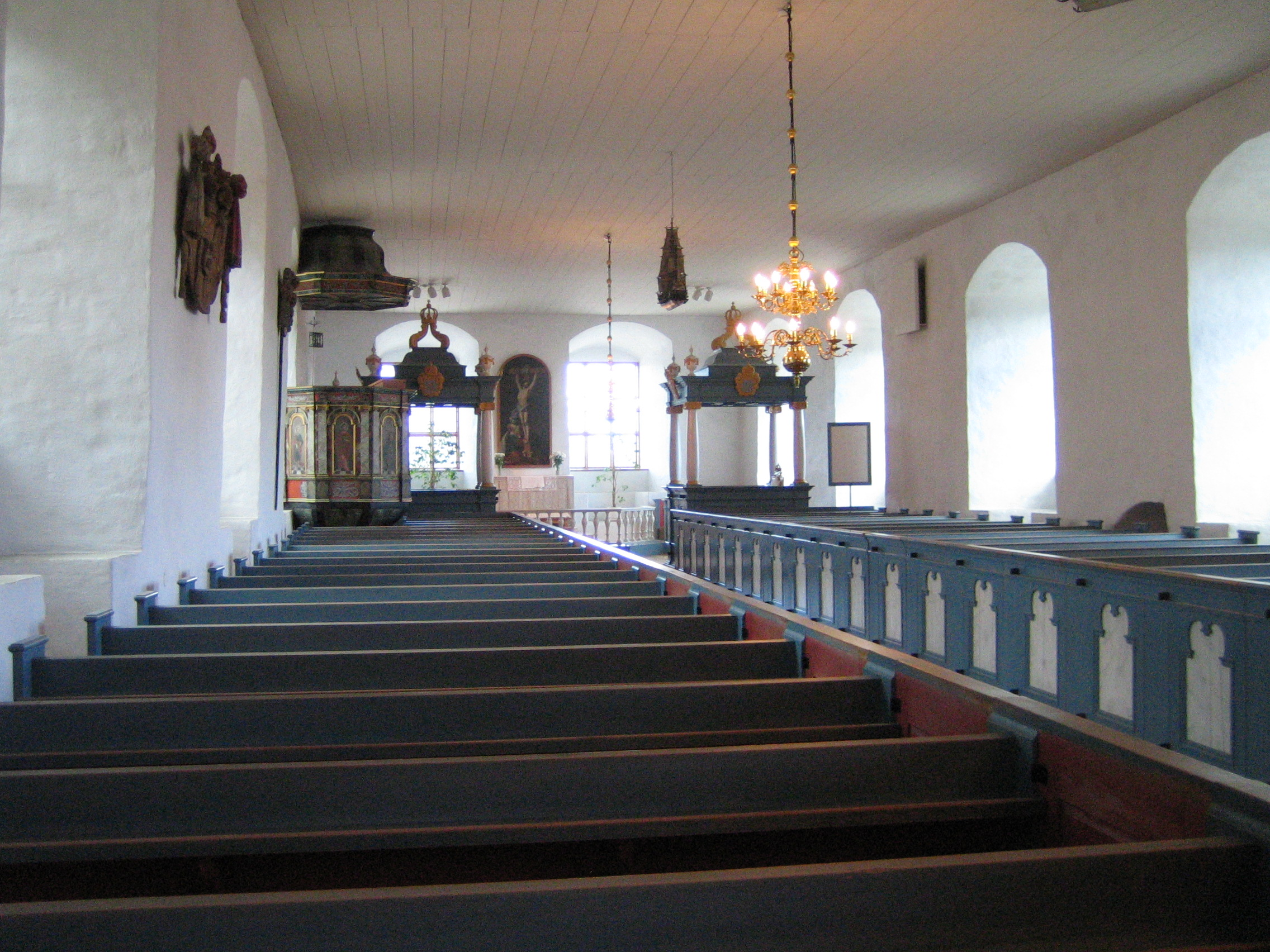
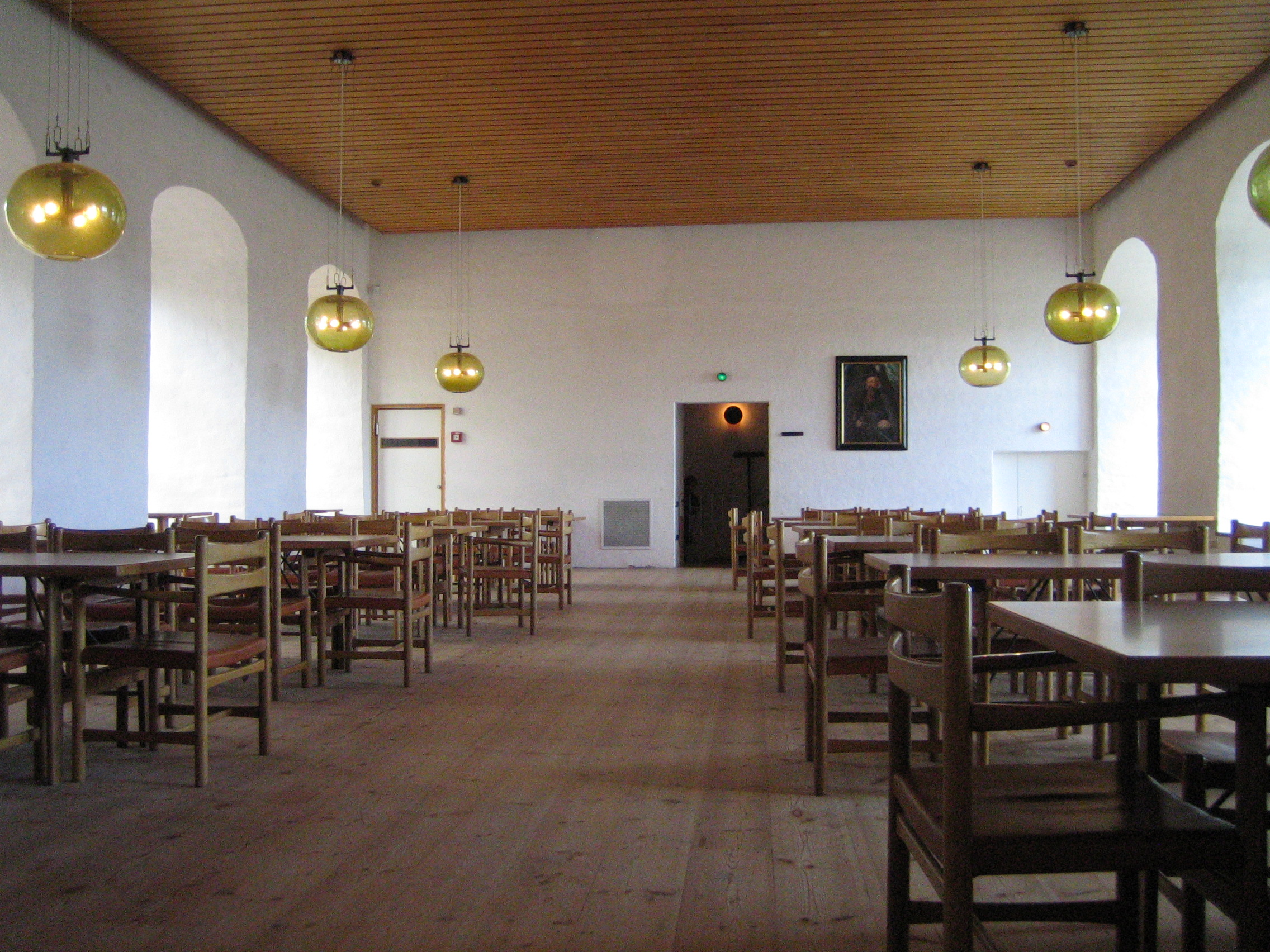
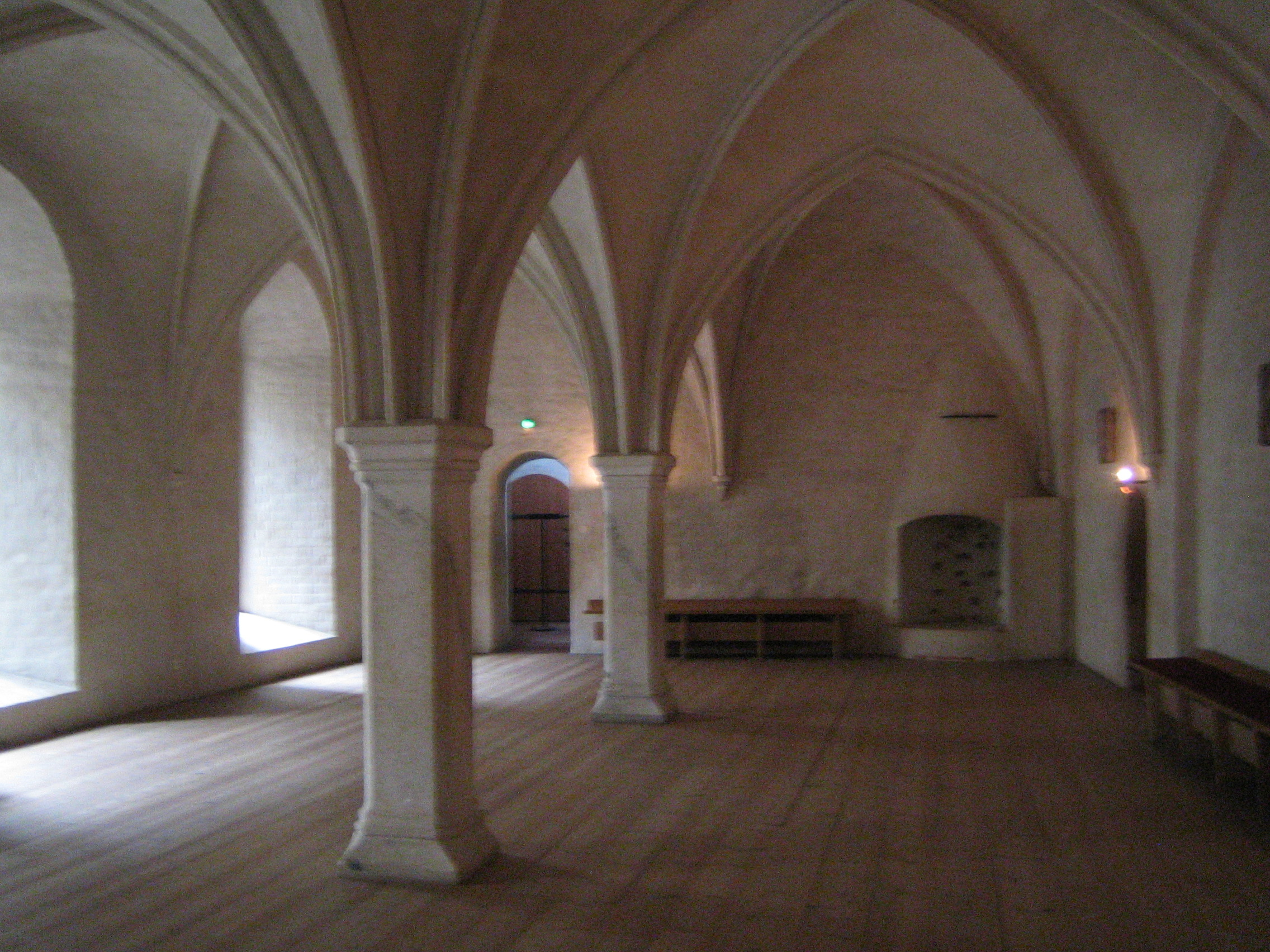